# Aminofilina
La aminofilina es una xantina que es el complejo de teofilina más etilenodiamina la cual proporciona niveles plasmáticos equivalentes al 80 % de los obtenidos con la misma dosis de teofilina anhidra.

## Acciones
Las xantinas, categoría a la que pertenece la aminofilina, son dioxipurinas, relacionadas por tanto con las purinas y con el ácido úrico. De ahí que puedan fijarse a receptores adenosínicos. La aminofilina inhibe la fosfodiesterasa, aumenta el AMPc e incrementa la contractilidad cardíaca, por lo que durante años ha sido utilizada en el tratamiento del edema agudo de pulmón. La aminofilina también bloquea los receptores de la adenosina y suprime sus acciones.
k

## Características farmacocinéticas
Por vía oral la aminofilina se absorbe de forma completa. Los preparados líquidos (soluciones y cápsulas llenas de líquido) tienen un tmáx de 30-60 min, y las tabletas sin cubierta entérica (masticables o no) de 1-2 horas.

## Vía de administración
Por vía IV solo pueden utilizarse sales, como la aminofilina, que es hidrosoluble. La vía IM no está indicada ya que, además de dolorosa, la absorción es irregular. Por vía rectal, los supositorios tampoco están indicados ya que la absorción es errática y muy lenta.

## Toxicidad
Las causas más frecuentes de toxicidad son:
- Administración de aminofilina en inyección rápida IV
- Administración de una dosis de choque alta en un paciente que estaba tomando previamente teofilina
- Aumentar la dosis de mantenimiento antes de haber alcanzado el nivel estable o aumentarla en forma proporcional al nivel que se desea alcanzar, sin tener en cuenta que, en los pacientes con cinética no lineal, el nivel puede subir mucho más de lo que corresponde al aumento de dosis.[4]

## Interacciones importantes
| Fármaco          | Interacción |
| ---------------- | --- |
| Aciclovir        | Incrementa el efecto y la toxicidad de la aminofilina. |
| Carbamazepina    | La carbamazepina puede disminuir la concentración sérica de aminofilina. Aminofilina puede disminuir la concentración sérica de carbamazepina. Monitorear los cambios en el efecto terapéutico de ambos agentes si la terapia concomitante se inicia, se interrumpe o se cambia la dosis.. |
| Ciprofloxacino   | La ciprofloxacina puede aumentar el efecto de la aminofilina. |
| Etinil Estradiol | El anticonceptivo aumenta el efecto y la toxicidad de la aminofilina. |
| Norfloxacino     | El norfloxacino puede aumentar el efecto de la aminofilina.. |